# Punta Clotesse
La Punta Clotesse (2.872 m s.l.m., in francese  Pointe de Cloutzau) è una montagna del Gruppo del Chaberton nelle Alpi Cozie. Si trova sul confine tra l'Italia e la Francia.

## Caratteristiche

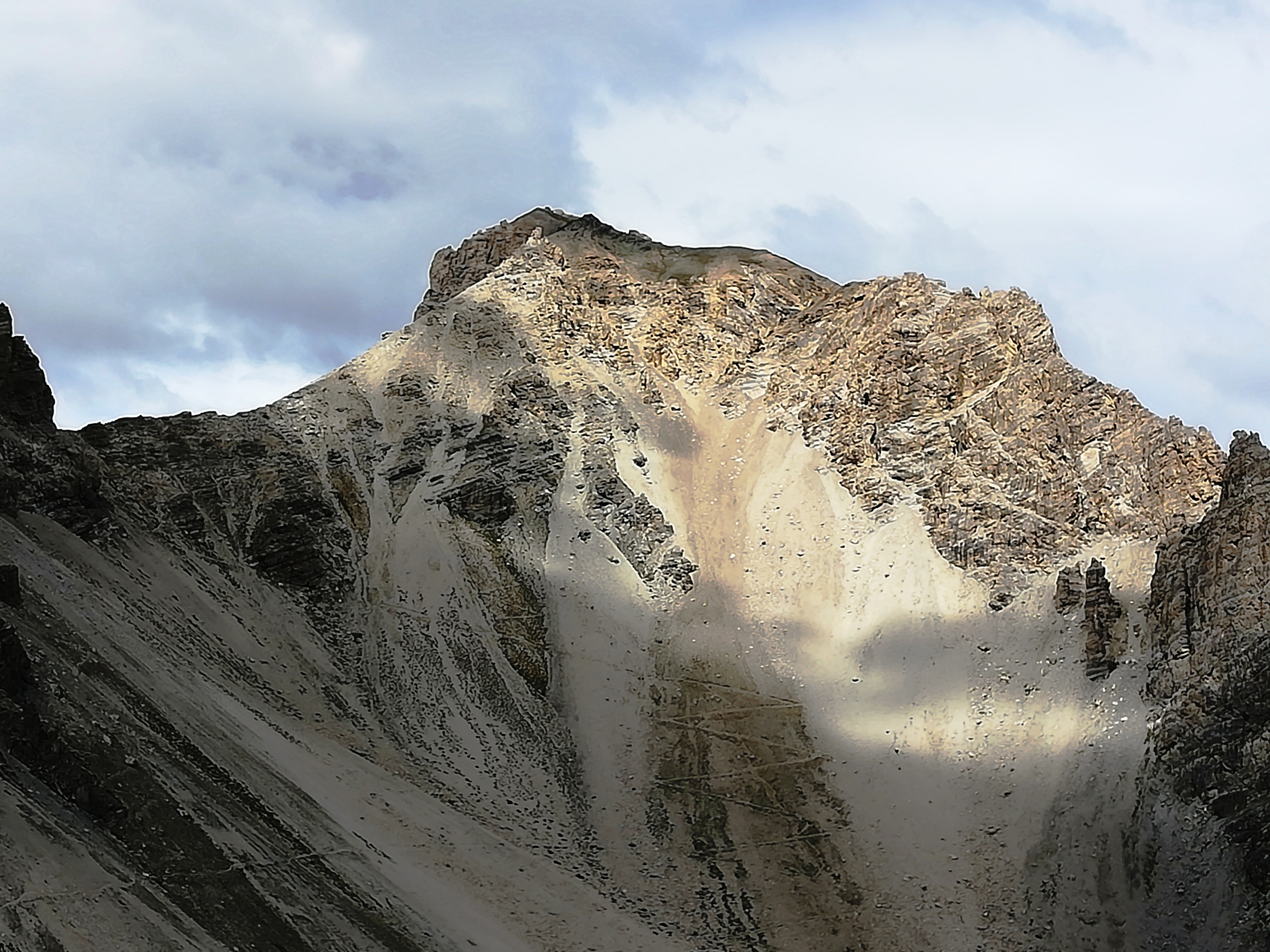
La montagna dal versante italiano. A sinistra il passo des Desertes.

La montagna si trova sulla dorsale che scendendo dalla vetta del monte Chaberton separa la valle della Dora di Bardonecchia dalla Valle della Clarée. Dalla vetta della montagna scende la breve dorsale che scende al monte Cotolivier.

## Salita alla vetta
Dal versante italiano si può salire alla vetta partendo da Vazon, abitato del comune di Oulx che si trova lungo la strada che sale al monte Cotolivier. Da Vazon si sale passando sotto la vetta del Cotolivier, si prosegue per stradina a Pourachet e poi per sentiero passando sotto la Croce di san Giuseppe (2.332 m) si sale al Col des Desertes (2.549 m). Dal colle si raggiunge la vetta per la sua cresta sud.